# The Runaway Bride
"The Runaway Bride" (KBS 방영 제목: 〈크리스마스의 신부〉)는 영국의 SF 드라마 《닥터 후》의 2006년 크리스마스 스페셜 에피소드이다. 시기적으로는 뉴 시즌의 시즌 2와 시즌 3 사이에 방영된 에피소드이다. 10대 닥터의 데이비드 테넌트가 출연하였으며, 나중에 동행자가 되는 도나 노블 역의 캐서린 테이트도 처음으로 출연한 에피소드이다.
에피소드의 무대는 영국 런던이다. 수억년 전에 멸종했던 외계 종족인 라크너스의 여왕 (새라 패리시)와 그의 인간 충신인 란스 (돈 길럿)가 지구 중심부에 잠들어 있는 라크너스의 새끼들을 다시 깨워 종족을 부활시키려는 계획을 세우고 있었다. 그리고 그 과정에서 란스의 오랜 여자친구이자 비서 일을 하고 있는 도나 노블 (캐서린 테이트)에게 외계물질을 몰래 조금씩 물들게 하여 일종의 '열쇠' 역할로 써먹으려는 음모를 세우고 있었다. 그러나 우연찮게도 외계물질의 영향으로 도나 노블이 닥터의 타디스 안으로 순간이동하게 되면서, 닥터가 그 내막을 밝히고 여왕의 음모를 저지한다는 이야기이다.

## 줄거리
로즈 타일러와의 이별로 슬픔에 잠겨 있던 10대 닥터는 비행중인 타디스 안에 왠 웨딩드레스 차림의 여인이 서있는 것을 보고 깜짝 놀란다. 도나 노블이란 이름의 그 여자는 자신이 납치되었다고 생각하고, 닥터가 이것저것 검사를 해보려 하자 버럭 화를 내면서 당장 예식장에 돌려보내 달라고 요구한다. 그러나 타디스가 예식장을 벗어나 런던 한복판에 도착하고 만다. 도나는 씩씩거리며 타디스 문을 박차고 거리에서 택시를 잡아탄다. 그런데 그 택시를 운전하는 기사는 이전에 닥터와 대적했던 로봇 산타클로스였다. 도나가 꼼짝없이 납치될 위기에 놓였음을 알아챈 닥터는 타디스로 저공비행을 하여 그 택시에서 도나를 겨우겨우 구출하는 데 성공한다. 닥터는 로봇 산타가 감지하지 못하도록 해주는 반지를 도나에게 끼워주고 비로소 예식장에 데려다 준다.
예식장에 있던 도나네 가족과 친구들, 그리고 약혼자 베넷은 감쪽같이 사라졌던 도나가 다시 돌아오자 안도한다. 그 사이 닥터는 예식장에서 찍은 비디오를 돌려보며 도나가 어떻게 사라진 건지를 조사하다, 도나가 '휴온 입자'를 다량 흡수하여 타디스로 끌려온 것이 분명하다는 결론을 내린다. 그런데 문제는 도나가 끼고 있던 반지가 휴온 입자의 흔적까지 숨겨주진 못한다는 것이었다. 아니나 다를까, 로봇 산타들이 다시 예식장에 나타나 습격하기 시작한다. 닥터는 급한대로 예식장의 음향기기를 써서 산타의 조종신호를 교란시킨다. 그리고 고장난 산타들의 신호를 역추적해 그것이 지구 궤도에 떠 있는 수수께끼의 우주선에서 왔다는 것까지 밝혀내나 이내 신호가 끊긴다.
이후 도나와 란스가 토치우드 기관에서 일한다는 것을 알게 된 닥터가 란스에게 그곳으로 데려다 달라고 부탁한다. 토치우드 기관 건물의 지하로 내려간 닥터는 템스 강 방벽 밑을 지나는 긴 터널과 휴온 입자를 생산하는 비밀 연구소, 그리고 지구 중심부까지 파내려간 구덩이를 발견한다. 닥터 일행이 지하에 내려오자 문제의 우주선에 타고 있던 누군가가 등장하는데, 다름 아닌 '라크너스의 여왕'이었다. 라크너스는 수십억년 전 '신생제국' (Fledgling Empires)과의 전쟁으로 멸종한 종족이었다. 하지만 전쟁에서 유일하게 살아남았던 라크너스 여왕은 토치우드 기관을 통해 휴온 입자 생성장비를 구했고, 란스를 부하로 삼아 도나에게 휴온 입자를 조금씩 섭취하게 하여 여왕의 새끼들을 부화시킬 열쇠로 삼으려 하고 있었다. 이에 도나와 닥터는 그 현장에서 도망치고, 라크너스의 여왕은 란스를 대체제로 삼아 휴온 입자를 강제로 먹이고는 구덩이 속으로 던져버린다.

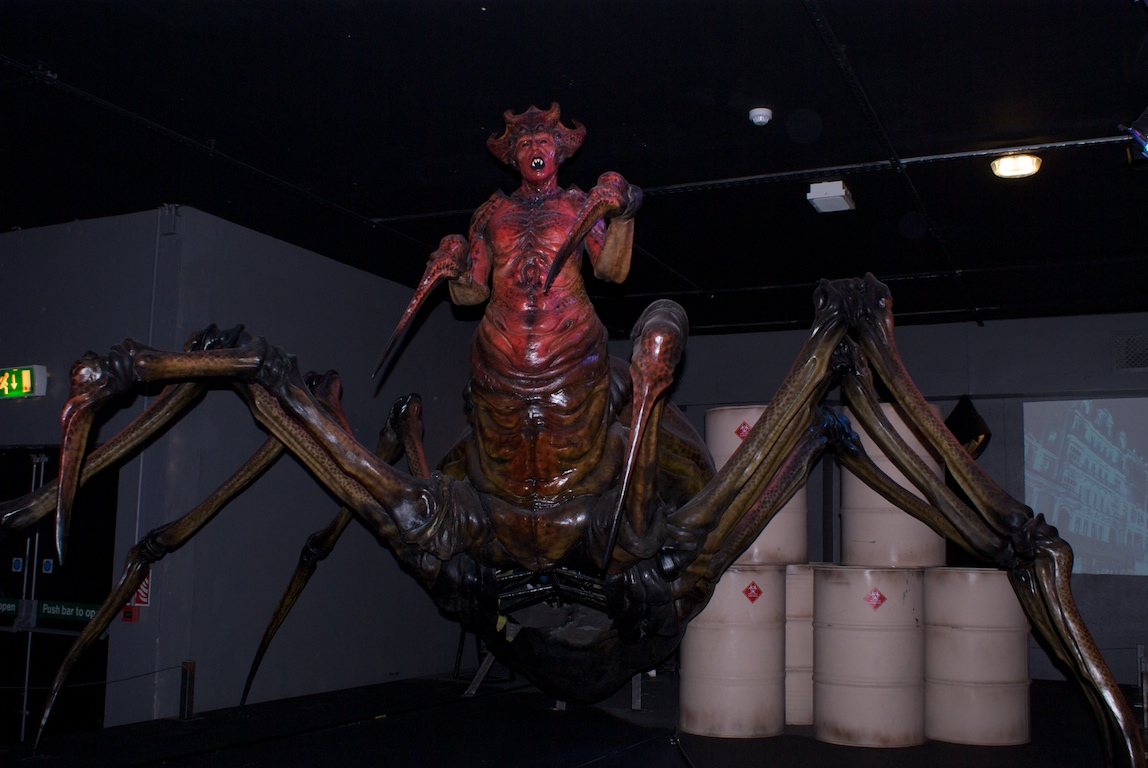
닥터 후 전시장에 전시되어 있는 라크너스 여왕

닥터는 도나를 다시 타디스로 데려간 뒤 수십억 년 전의 태양계로 이동한다. 그리고 작동을 멈춘 라크너스 우주선 주변으로 지구가 형성되어, 스스로 지구의 중심부가 되는 모습을 목격한다. 그 사이 라크너스 여왕은 우주선에 태울 새끼들을 휴온 입자로 깨우려 하고 있었다. 다시 현재로 돌아온 닥터와 도나는 여왕에게 가서 그 짓을 막으려 하지만, 이미 때는 늦어 구덩이 속에서 라크너스들이 깨어나 조금씩 나오고 있었다. 여왕은 지구 궤도에 있는 자신의 우주선으로 되돌아가고, 그 우주선은 지상으로 내려와 시민들을 공격하기 시작한다. 닥터는 라크너스 여왕에게 자신이 직접 라크너스들이 살 수 있는 다른 행성을 찾아봐주겠다는 대안을 제시하지만, 여왕은 거절한다. 이에 닥터는 로봇 산타들이 쓰던 트리장식 모양의 폭탄들을 조종해 지하기지의 벽을 폭파시키고, 그 사이로 템스 강의 물이 쏟아져 내려 결국에는 구덩이에서 나오던 라크너스들을 다시 그 속으로 쓸려들어가게 만든다. 템스 강물로 점점 차오르는 기지 안에서 닥터는 여왕과 함께 죽음을 각오하나, 도나가 그냥 탈출하자며 잡아끈다. 라크너스 여왕도 자기 모선으로 다시 순간이동하고 지구를 초토화시키겠노라 선언하지만 오히려 군대의 포격으로 우주선이 갈갈이 찢겨 최후를 맞이한다. 이후 닥터는 도나를 집에 데려다 주고는 자신과 함께 여행을 떠나보지 않겠나고 권하지만, 도나는 거절한다. 그러면서도 닥터의 기질을 관리하려면 동행자가 꼭 필요할 것이라는 충고를 한다. 결국 닥터는 혼자서 타디스에 오른다.

### 다른 에피소드와의 연관성

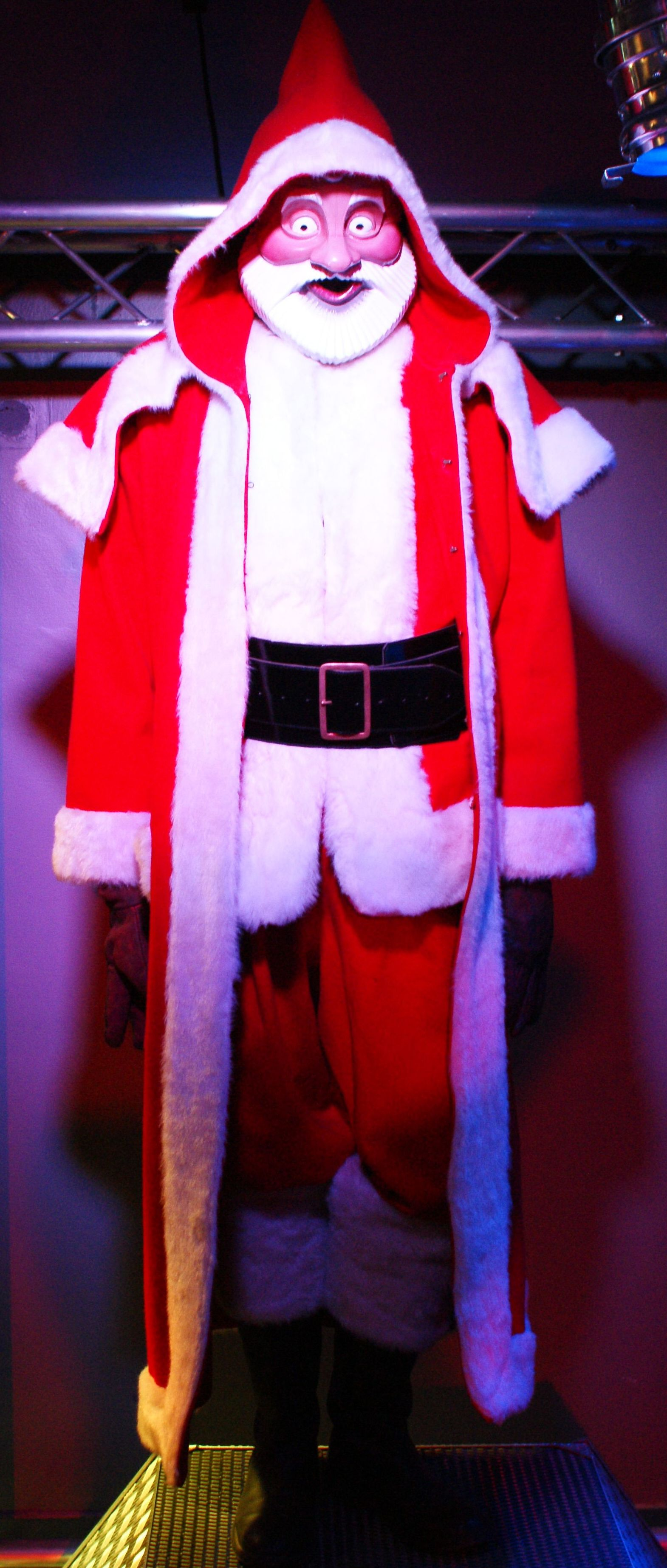
닥터 후 전시장에 전시되어 있는 로봇 산타

지난해 크리스마스 스페셜로 방영됐던 "The Christmas Invasion" 에피소드의 로봇 산타와 크리스마스 트리가 이번 에피소드에 다시 등장한다. 작중 닥터도 "런던 상공에 뜬 우주선"이라는 말로 "The Christmas Invasion"에서의 일을 언급한다. 뿐만 아니라 "Doomsday"에서 있었던 달렉과 사이버맨 간의 카나리 워프 전투도 언급한다. 하지만 도나는 우주선 사건 때에는 술에 취해서 못 봤고, 카나리 워프 전투 때에는 스쿠버다이빙 배우러 스페인에 갔었다며 모르는 일이라고 말한다.
닥터가 한번 이륙한 타디스의 목적지를 다른 장소로 바꾸는 과정에서 '마찰물리학적 파형 매크로운동 예측기' (Tribophysical waveform macro-kinetic extrapolator)란 기기를 사용한다. 이는 "Boom Town"에서 마지막으로 살아남은 슬리딘이 쓰려던 기기로, "The Parting of the Ways"에서 타디스에 보호막을 씌울 때 사용하였다. 이 에피소드에서는 타디스와 전선으로 연결되어 있고 타디스 특유의 '산호' 껍데기가 붙어 있는 등 약간 일체화되어 있는 모습으로 등장한다.
라크너스 여왕이 우주선으로 도망치고 군대가 나서 포를 쏠 때, 한 전차병이 '색슨 님' (Mr Saxon)으로부터 발포 명령을 하달받는다. 색슨이란 이름은 지난 시즌의 "Love & Monsters" 에피소드에서 아브조르발로프가 읽고 있던 〈데일리 텔레그래프〉 신문에 헤드라인으로 써 있던 것이 최초다. 스핀오프 드라마 《토치우드》의 에피소드인 "Captain Jack Harkness"에서는 리츠 볼룸의 문에 붙어 있던 포스터에도 똑같은 이름이 등장한다. 결정적으로 이 '색슨'이라는 이름은 닥터 후 시즌 3을 관통하는 핵심 주제가 된다.
닥터가 도나를 런던 한복판에 내려준 뒤 약혼자 (란스)에 대해서 물을 때 "혹시 좀 뚱뚱하고 머리쪽에 지퍼 달려 있는 사람은 아니죠?"라고 하는데 이는 슬리딘을 가리키는 말이다. 이후 닥터가 차비로 쓰라고 현금인출기를 해킹하는 장면에서는 로즈가 일했던 헨릭스 백화점과 광고판을 달고 있는 인부가 그 배경으로 등장한다.
시즌 4의 "Turn Left" 에피소드에서는 닥터가 도나 노블을 만나지 못하는 대체 세계의 모습이 그려지는데, 여기서도 닥터는 똑같이 라크너스에 맞서 싸운다. 하지만 도나가 곁에 없었던 탓에 결국 강물에 빠져 죽게 되고, 그 결과 온갖 외계 종족의 침공으로 지구가 황폐화된다는 끔찍한 결말에 이른다.

### 리뷰
- (영어) "The Runaway Bride"  리뷰 - The Doctor Who Ratings Guide